# اآردونه
اآردونه (به فرانسوی: Ardenais) یک کمون در فرانسه است که در canton of Le Châtelet واقع شده‌است. اآردونه ۱۷٫۵۵ کیلومتر مربع مساحت دارد ۲۳۶ متر بالاتر از سطح دریا واقع شده‌است.